# ديربي كاونتي

شعار ديربي كاونتي منذ عام 1946

نادي ديربي كاونتي لكرة القدم (بالإنجليزية: Derby County Football Club)‏، هو نادي كرة قدم إنجليزي مقره مدينة ديربي. سنة 1888 كان الفريق من النوادي المؤسسة في الدوري الإنجليزي الدرجة الأولى أول مسابقة لكرة قدم تقام في إنجلترا والعالم. قضى الفريق أغلب مواسمه إما في الدرجة الأولى أو الثانية ولم يلعب في الدرجة الثالثة إلا أربعة مواسم.حقق الفريق الدوري الإنجليزي مرتين، الأولى في سنة 1972 والثانية في سنة 1975، وقد فاز الفريق من قبل ببكأس الاتحاد الإنجليزي سنة 1946 ووصل إلى النهائي سنوات 1898، 1899 و1903. أوروبيا كانت أبرز نتائجه وصوله إلى الدور نصف النهائي لكأس الاتحاد الأوروبي سنة 1973. من أبرز اللاعبين الذين لعبوا في الفريق الدوليون الإنجليزيون ستيف بلومر، بيتر شيلتون ومارك رايت والإيطالي فابريزيو رافانالي.

## الإنجازات
- الدوري الإنجليزي
  - البطل عامي: 1972، 1975
  - الوصيف أعوام: 1896، 1930، 1936
- كأس إنجلترا
  - البطل عام: 1946
- الدرع الخيرية
  - البطل عام: 1975

## تشكيلة الفريق
ملاحظة: تشير الأعلام إلى المنتخب الوطني على النحو المحدد في قواعد الأهلية للفيفا. قد يحمل اللاعبون أكثر من جنسية واحدة غير تابعة للفيفا.
| الرقم | البلد            | المركز | اللاعب       |
| ----- | ---------------- | ------ | ------------ |
| 1     | إنجلترا          | حارس   | لي غرانت     |
| 3     | إسكتلندا         | مدافع  | كريغ فورسيث  |
| 4     | إسكتلندا         | وسط    | كريغ بريسون  |
| 5     | إنجلترا          | مدافع  | شون باركر    |
| 6     | جمهورية أيرلندا  | مدافع  | ريتشارد كيو  |
| 7     | إسكتلندا         | وسط    | بول كوتس     |
| 8     | جمهورية أيرلندا  | وسط    | جيف هندريك   |
| 9     | إسكتلندا         | مهاجم  | كريس مارتن   |
| 10    | أيرلندا الشمالية | مهاجم  | جيمي وارد    |
| 11    | إسكتلندا         | مهاجم  | جوني راسيل   |
| 12    | إنجلترا          | مدافع  | لي نايلور    |
| 14    | إنجلترا          | وسط    | جون يوستاس   |
| 15    | جمهورية أيرلندا  | مدافع  | مارك اوبراين |
| 17    | ويلز             | مدافع  | كيرون فريمان |

| الرقم | البلد           | المركز | اللاعب        |
| ----- | --------------- | ------ | ------------- |
| 18    | جمهورية أيرلندا | مهاجم  | كونور سامون   |
| 19    | إنجلترا         | وسط    | ويل هيوز      |
| 20    | إنجلترا         | مهاجم  | ميسون بينيت   |
| 24    | النرويج         | حارس   | ماتس مورش     |
| 25    | إنجلترا         | مدافع  | جيك بوكستون   |
| 28    | إنجلترا         | مدافع  | جيمي هانسون   |
| 29    | إنجلترا         | مدافع  | ماكس لوي      |
| 31    | إنجلترا         | مهاجم  | كوامي توماس   |
| 32    | جامايكا         | مهاجم  | سيمون دوكينز  |
| 37    | هولندا          | حارس   | كيلي روس      |
| —     | إنجلترا         | حارس   | جوناثان ميتشل |
| —     | إنجلترا         | مدافع  | توم نايلور    |
| —     | كوسوفو          | وسط    | ألبان بونياكو |